# Kugelhandgranate 13
Ручна осколкова граната «Kugelhandgranate — 13» — німецька ручна граната, призначена для ураження живої сили противника, як у наступальному, так і у оборонному бою.

## Історія створення
Граната була прийнята на озброєння Німеччини напередодні Першої Світової війни — в 1913 році. У той час в Німеччині гранати розглядалися не як елемент озброєння піхоти, а як засіб для кріпосної війни. Це і стало причиною того, що прийняті на озброєння гранати зразка 1913 року були малопридатні як піхотна зброя, перш за все через свою кулясту форму, яка робила їх незручним для солдата.
Корпус гранати був перероблений, але майже не змінений в цілому ідею трьохсотрічної давності — лита чавунна куля діаметром 80 мм. з ребристою рискою симетричної форми і очком під запал.
Заряд гранати був досить компактний і був змішаним ВВ на основі чорного пороху, тобто невисокої фугасної дії, хоча через форму і матеріал корпусу граната мала досить великі осколки.
Запал гранати був непоганий для свого часу. Це була трубочка, яка виступала з корпусу гранати на 40 мм. з тертковим і дистанційним складом всередині. На трубочці було укріплено запобіжне кільце, а зверху була дротяна петелька, яка і приводила в дію запал. Час уповільнення імовірно становив близько 5-6 секунд. Безумовним плюсом була відсутність у гранати будь-якого детонатора, так як пороховий її заряд підпалювався форсом полум'я від дистанційного складу самого запалу. Це підвищувало безпеку поводження з гранатою і сприяло зменшенню кількості нещасних випадків.

## Варіанти
Ручна граната Kugelhandgranate 13 випускалася в двох варіантах: «Kugelhandgranate 13 Model Aa» і «Kugelhandgranate 13 Model Na», що відрізнялися між собою тільки формою насічок на корпусі. З метою прискорення виробництва в Kugelhandgranate 13 Model Na було зменшено кількість насічок.